# جورج گالوپ
 جورج گالوپ (انگلیسی: George Gallup؛ ۱۸ نوامبر ۱۹۰۱ – ۲۶ ژوئیهٔ ۱۹۸۴) یک آماردان و بنیانگذار شرکت گالوپ، اهل ایالات متحده آمریکا بود.